# Agena
Para la estrella Beta Centauri, véase Hadar.

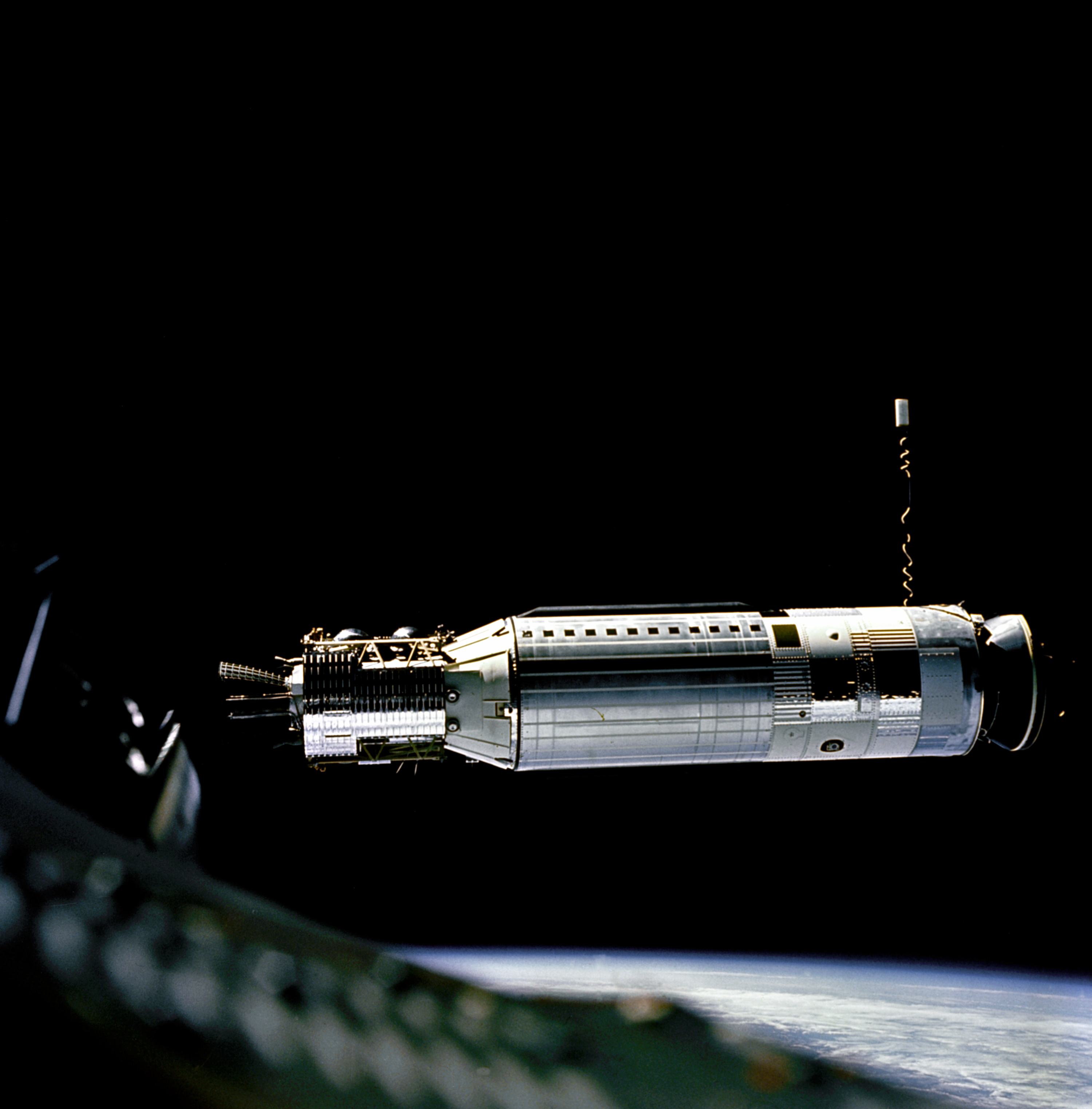
La etapa Agena del Gémini 10 (1966).

El Agena (designado como RM-81 por la Fuerza Aérea de los Estados Unidos) era la etapa superior de cohetes diseñada por la empresa Lockheed para el programa de satélites de reconocimiento WS-117L de los Estados Unidos. 
Desde el año 1959 hasta 1971 fue el más utilizado como etapa superior. Ha sido combinado con cuatro versiones del Thor, con el Atlas y con el Titan 3B. La NASA lo utilizó como blanco de los Gémini para el acoplamiento en órbita y el Departamento de Defensa como satélite portador de cargas.
Debe su éxito a la posibilidad de ser encendido y apagado varias veces gracias a los combustibles líquidos, con capacidad de cambiar de órbita, reorientación y precisión en la reentrada. Como satélite ha fracasado en 30 de los 300 lanzamientos efectuados, y como tramo superior ha fallado en 2 de los 45 intentos.
Tiene forma cilíndrica, con una longitud de 7,1 metros y 1,5 de diámetro. Pesa 770 kilogramos (6800 kg con el combustible) y produce un empuje de 7250 kg gracias a su motor Bell 8096.

## Agena B
El Agena B fue una versión mejorada del Agena, con un motor Bell 8081 capaz de múltiples encendidos en el espacio. Llevaba el doble de propelente que la versión anterior. Su configuración cambiaba según la carga útil.

## Agena D
El Agena D era una versión estandarizada del Agena B. También era capaz de múltiples encendidos y podía ser utilizado en cohetes Atlas, Thor o Titan.